# The Watcher
The Watcher (En Latinoamérica, El observador, en España, Juego asesino) es una película de suspenso estadounidense de 2000 dirigida por Joe Charbanic y protagonizada por James Spader, Marisa Tomei y Keanu Reeves. Ambientada en el Chicago de la época, la película trata sobre un agente retirado del FBI que es acosado y provocado por un asesino en serie de un antiguo caso sin resolver.

## Argumento
En Los Ángeles, el agente especial del FBI, Joel Campbell (James Spader), llega demasiado tarde para salvar a una mujer joven de un asesino en serie que ha estado investigando y que logra huir. Campbell deja su trabajo y se muda a Chicago, donde sufre migrañas inducidas por recuerdos, remordimientos y la culpa. Campbell asiste a sesiones de terapia con la Dra. Polly Beilman (Marisa Tomei), pero, por lo demás, no tiene amistades ni vida social.
Campbell se entera de que una mujer vecina de su edificio de apartamentos ha sido asesinada. Al principio no le presta mucha atención hasta que abre su correo postal y descubre que le habían enviado una foto de la mujer a su apartamento tres días antes del asesinato. Esta información acapara la atención del detective del caso, Det. Mackie (Chris Hollis), y llega a la conclusión de que el mismo asesino en serie ha llegado a Chicago. El agente especial a cargo del FBI, Mike Ibby (Ernie Hudson), intenta persuadir a Campbell para que retome el caso, pero lo rechaza.
Una noche, Campbell recibe una llamada telefónica del asesino, David Allen Griffin (Keanu Reeves), quien revela que siguió a Campbell a Chicago y quiere reconstruir la "relación" que alguna vez tuvieron. Griffin le dice a Campbell que enviará una foto de una mujer por la mañana dando plazo a Campbell hasta las 9:00 p. m. de esa noche para localizarla. Campbell le dice a Ibby que quiere volver al caso y su solicitud es inmediatamente aceptada.
Campbell trabaja junto con Mackie y el resto del equipo difundiendo y haciendo correr la voz sobre la búsqueda de la mujer antes de la fecha límite. Sin embargo, cuando Campbell obtiene el número de su casa y llama, Griffin, que ya estaba allí, la ha matado. Griffin sugiere que continúen su "juego" con una mujer diferente. 
Al día siguiente, Campbell y su equipo intentan encontrar a la siguiente víctima prevista antes de la fecha límite de las 9:00 p. m. Acorralan y casi atrapan a Griffin, pero logra matar, una vez más, a la mujer y escapar. Más tarde esa noche, sus colegas encuentran a Campbell inconsciente en su apartamento.
Al día siguiente, llega otra foto, pero resulta ser la imagen de Lisa Anton (Yvonne Niami), la examante de Campbell que fue asesinada por Griffin allá por Los Ángeles. Campbell va a la tumba de Lisa, donde Griffin lo está esperando. Griffin explica que tiene a Beilman como rehén en algún lugar y solo quiere hablar con él. Campbell negocia por la seguridad de Beilman y Griffin finalmente accede a llevar a Campbell a verla. Durante el viaje, Griffin explica que considera a Campbell un "buen amigo" y que los dos se necesitan. Campbell usa en secreto su teléfono celular para llamar a Mackie y le informa sobre la situación. Griffin lleva a Campbell al almacén, lo deja inconsciente y lo sujeta mientras comienza a estrangular a Beilman. Campbell distrae a Griffin diciendo 'gracias'. Cuando Griffin le pide a Campbell que lo repita, Campbell lo hace y procede a apuñalarlo en el cuello con un bolígrafo antes de dispararle en el hombro con una escopeta de dos cañones. Campbell rescata a Beilman y los pone a salvo cuando el almacén explota y mata a Griffin.
Una vez a salvo Campbell y Beilman, Campbell se acerca al cadáver carbonizado de Griffin para asegurarse de que está muerto.

## Reparto
- James Spader como el agente especial del FBI Joel Campbell
- Marisa Tomei como la Dra. Polly Beilman
- Keanu Reeves como David Allen Griffin
- Ernie Hudson como el agente especial a cargo del FBI Mike Ibby
- Chris Ellis como el detective Hollis Mackie
- Robert Cicchini como el agente especial del FBI Mitch Casper
- Jenny McShane como la agente Diana del FBI
- Gina Alexander como la agente del FBI Sharon
- Andrew Rothenberg como el agente del FBI Jack Fray
- David Pasquesi como el agente Norton del FBI
- Michael Guido como el agente del FBI Mendel
- Mindy Bell como agente supervisor
- Yvonne Niami como Lisa Marie Anton
- Rebekah Louise Smith como Ellie Buckner, tercera víctima de Chicago
- Jillian Peterson como Jessica, cuarta víctima de Chicago
- Michele DiMaso como Rachel, la madre de Jessica
- Joseph Sikora como patinador

## Producción
Reeves en principio declaró que no estaba interesado en el guion, pero se vio obligado a hacer la película cuando su amigo, el director de la película, Joe Charbanic, falsificó su firma en un contrato. Prefirió interpretar el papel a involucrarse en una larga batalla legal. Reeves llegó a un acuerdo con la distribuidora Universal Pictures en el que no revelaría lo sucedido hasta 12 meses después del estreno de la película en Estados Unidos; a cambio, Universal acordó minimizar la participación de Reeves en marketing, y Universal pidió a los productores de la película que mejoraran la participación en las ganancias de Reeves (lo que llevó a Reeves a recibir finalmente $ 2 millones adicionales). Descontento con el hecho de que su papel, que originalmente se escribió para poco más que un cameo, se convirtiera en un papel protagonista mientras todavía se le estaba pagando una salario que contrastaba con los otros protagonistas. Juego asesino (originalmente denominado como Driven, antes de que se anunciara una película con el mismo nombre) se filmó entre octubre y diciembre de 1999 en locaciones de Chicago, Illinois y Oak Park, Illinois.
Esta película presentó el éxito de 1996 "6 Underground" interpretado por Sneaker Pimps.

## Recepción
La película fue criticada por los críticos de cine. En Rotten Tomatoes tiene una puntuación del 11 % según 90 reseñas, con una puntuación media de 3,5/10. Metacritic, que utiliza un promedio ponderado, asignó una puntuación de 22 sobre 100 basada en 29 críticas, lo que indica "críticas generalmente desfavorables". El público encuestado por CinemaScore le dio a la película una calificación promedio de "C-" en una escala de A+ a F. Keanu Reeves obtuvo una nominación al Premio Razzie como Peor Actor de Reparto por su actuación, "perdiendo" el premio ante Barry Pepper por Battlefield Earth.

### Recaudación
La película en su estreno ocupó el primer lugar de la taquilla de América del Norte y recaudó $ 9,062,295 USD en su primer fin de semana. El fin de semana del 15 al 17 de septiembre de 2000 tuvo una de las peores taquillas desde la década de 1980. Tuvo una disminución del 36% en las ganancias brutas la semana siguiente, aunque eso bastó para mantener la película en el primer puesto. Su caja interna total fue de $ 28,946,615.